# نامپامونووا
نامپامونووا (به لاتین: Nampamunuwa) یک منطقهٔ مسکونی در سری‌لانکا است که در استان غربی، سری‌لانکا واقع شده‌است.